# سولو پارکینن
سولو پارکینن (فنلاندی: Sulo Parkkinen؛ ۲۱ آوریل ۱۹۳۰ – ۲۰۱۳ (۸۲−۸۳ سال)) بازیکن فوتبال اهل فنلاند بود.
وی همچنین در تیم ملی فوتبال فنلاند بازی کرده‌است.